# Jaime Bretti
Jaime Bretti (* 17. Juni 1978) ist ein ehemaliger chilenischer Radrennfahrer.
Jaime Bretti wurde 2004 chilenischer Meister im Straßenrennen. Im Straßenrennen der Panamerikanischen Meisterschaften war er ausgeschieden. Im nächsten Jahr wurde er bei der Vuelta Ciclista Lider al Sur einmal Etappendritter und bei der Vuelta Ciclista de Chile belegte er auf einem Teilstück den zweiten Platz. Bei der Vuelta Lider al Sur 2006 gewann er mit seinem Team Lider Presto das Mannschaftszeitfahren. 2007 wurde Bretti Dritter im Straßenrennen der chilenischen Meisterschaft.
2006 wurde Bretti beim Prolog zur Vuelta Ciclista de Chile positiv auf Phentermin getestet und wegen Dopings bis September 2008 gesperrt.

## Erfolge
2004
- Chilenischer Straßenmeister
- Mannschaftszeitfahren Vuelta Ciclista Lider al Sur

2006
- Mannschaftszeitfahren Vuelta Ciclista Lider al Sur